# Herb Trzcianki
Herb Trzcianki – jeden z symboli miasta Trzcianka i gminy Trzcianka w postaci herbu.

## Wygląd i symbolika
Herb Blazonowanie|przedstawia w białej tarczy czerwonego byczka stojącego na zielonej murawie. Nad tarczą znajduje się złota korona inkrustowana kamieniami.
Herb nawiązuje do herbu Ciołek, herbu rodu Poniatowskich, właścicieli miasta w latach 1738–1755.

## Historia
Herb używany od 1738, w okresie PRL pozbawiony był korony, była też w użyciu wersja bez murawy w podstawie.